# Sembilanus rugichelis
Sembilanus rugichelis is een hooiwagen uit de familie Epedanidae.